# Мамонтов, Николай Иванович (предприниматель)
Николай Иванович Ма́монтов (1845—1918) — русский предприниматель, книгопродавец и издатель; потомственный почётный гражданин.

## Биография
Родился в 1845 году в купеческой семье Ивана Фёдоровича Мамонтова и Марии Тихоновны (Лахтиной). В 1849 году семья переехала в Москву.
Занимался предпринимательской и общественной деятельностью, был выборным Московского купеческого сословия. В 1874 году  приобрел книжный магазин А. И. Глазунова на улице Кузнецкий Мост, 20 (по другим данным в доме 16). Для привлечения покупателей Мамонтов издал каталог продукции и делал 10-процентную скидку при высылке книг на сумму не менее 50 рублей. В числе выпущенных им капитальных изданий: «Охотничий словарь» С. И. Романова (Выпуск 1–2. М., 1876–1877), «План столичного города Москвы и его окрестностей: с обозначением конножелезных дорог» (М.; СПб., 1877).
С 1890 года Николай Иванович был директором правления акционерного общества Московско-Ярославско-Архангельской железной дороги. Жил в Москве на 1-й Мещанской улице; на Новой Басманной улице; в Космодамианском переулке, 9.
Умер в 1918 году в Москве.